# Мошенничество в киберспорте

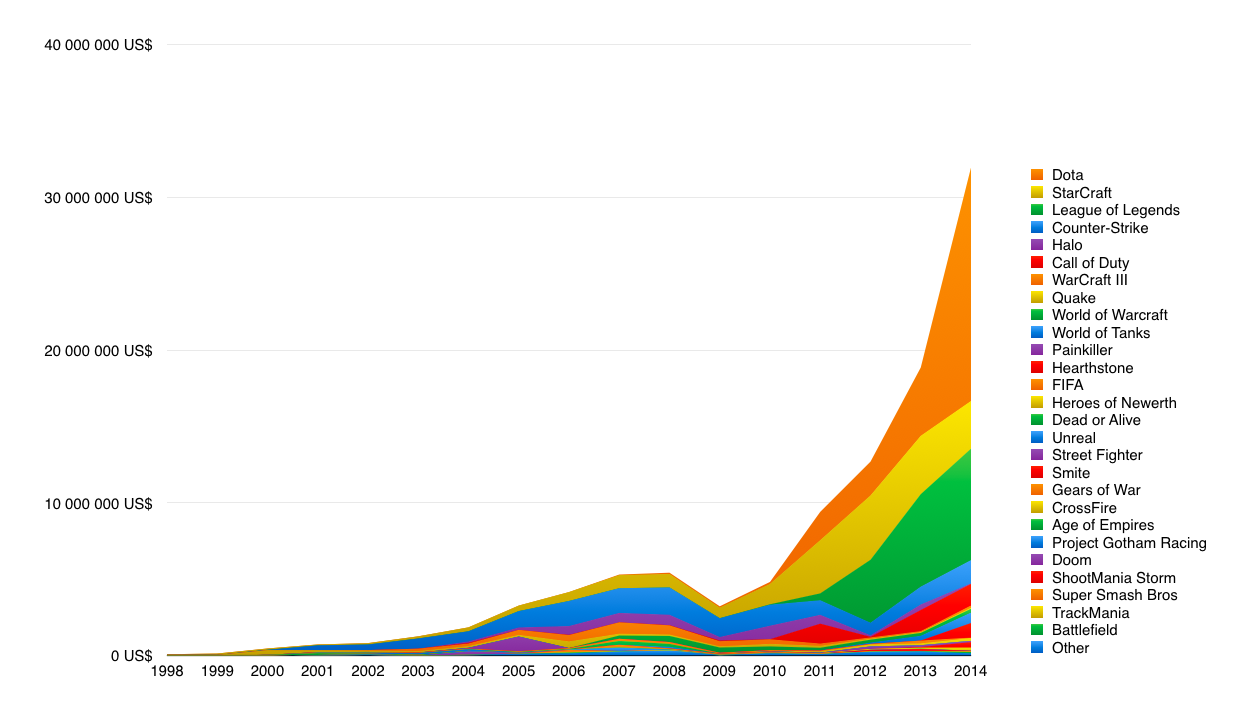
Призовые киберспортивных турниров растут, что делает киберспорт всё более привлекательным для мошенников

Мошенничество в киберспорте — намеренное нарушение правил киберспортивного соревнования, цель которого — дать несправедливое преимущество игроку или команде. Среди видов мошенничества распространены использование читов и багов, допинг и договорные матчи.
В отличие от традиционных видов спорта, киберспорт не признан во многих странах, а потому страдает от отсутствия правового регулирования. Кроме того, разработчики игр и организаторы турниров зачастую пишут разные регламенты для соревнований и по-разному следят за их выполнением. Это приводит к неконсистентной реакции на неспортивное поведение. Для решения этой проблемы был создан ряд организаций, таких как Esports Integrity Commission (ESIC), однако они не добились большого успеха.

## Специфика киберспорта

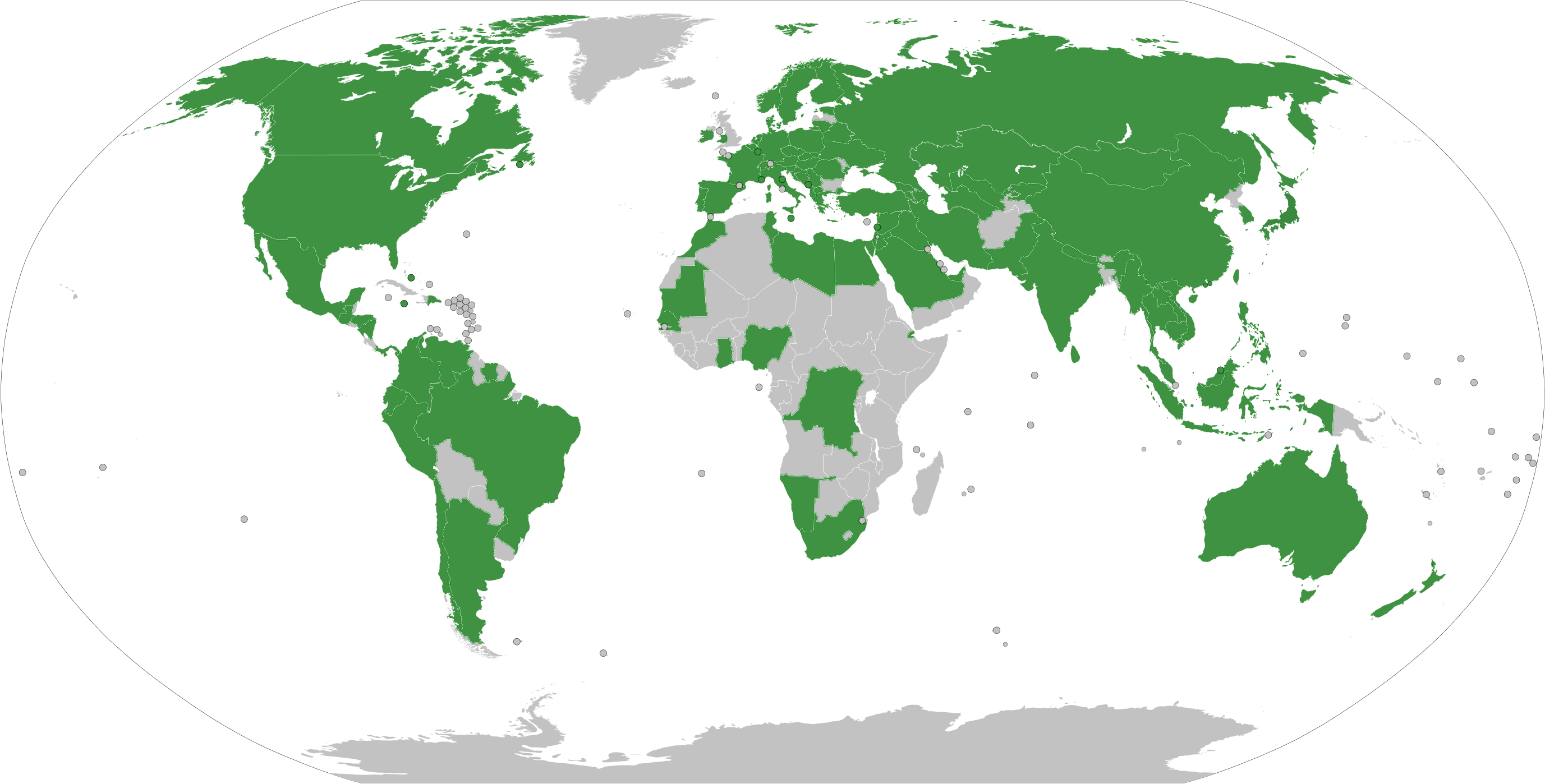
Страны-участники Международной федерации киберспорта (IESF)

Поскольку киберспорт не признаётся видом спорта во многих странах, проведение киберспортивных соревнований зачастую не регулируется законами и не может опираться на прецедентное право. Кроме того, в отличие от традиционных спортивных лиг, таких как ФИФА по футболу или НФЛ по американскому футболу, в киберспорте нет единой организации, ответственной за проведение турниров. Каждый организатор киберспортивных турниров устанавливает свои правила, согласовывая их с разработчиками игр.
Организаторов можно разделить на две категории: мультигейминговые и сосредоточенные на конкретной игре. Мультигейминговые организации, такие как World Esports Association (WESA), Esports Integrity Commission (ESIC), Международная федерация киберспорта (IESF) и Electronic Sports League (ESL), следят за соблюдением правил во многих дисциплинах; организации, занимающиеся конкретной игрой, как правило, связаны с издателем игры — это Overwatch League, League of Legends Championship Series, Call of Duty League, и другие. По состоянию на 2019 год, ведущим органом, занимающимся соблюдением этических норм в киберспорте, является ESIC, однако поскольку участие в ESIC добровольно как для турниров, так и для организаций, их правила не всегда выполняются.

## Виды мошенничества
Виды киберспортивного мошенничества можно разбить на две категории: нечестные победы и намеренные поражения. Для несправедливых побед киберспортсмены прибегают к читам, хакерским атакам и допингу. Намеренные поражения могут возникать в результате договорных матчей и взяток, а также ради получения более выгодной турнирной сетки.
Esports Integrity Commission считает самыми значимыми формами мошенничества использование читов, хакерские атаки, договорные матчи и допинг.

### Нечестные победы

#### Использование читов

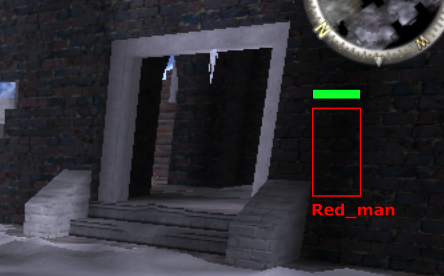
Воллхак показывает игроку положение врагов, даже когда те укрываются за стенами

Одной из самых распространённых форм киберспортивного мошенничества является использование сторонних программ (читов). Эти программы вмешиваются в игровой процесс и дают преимущество игроку; например, аимбот (англ. aimbot) автоматически наводит оружие игрока на оппонентов с недостижимой для человека точностью и скоростью. Как правило, сервера, на которых проводятся киберспортивные соревнования, содержат программы-античиты, обнаруживающие использование сторонних программ, однако продвинутые читы могут успешно избегать обнаружения.
Примером использования сторонних программ является выступление игрока XektoR на немецких отборочных онлайн-матчах ESL Pro Series по Counter-Strike в 2008 году. XectoR показывал необычайно высокий уровень игры, однако когда он дошёл до оффлайн-стадии турнира, он стал играть значительно хуже. Проанализировав повторы матчей, сотрудники ESL нашли доказательства использования аимбота и воллхака (хака, показывающего положение врагов, укрытых за стенами), и на два года запретили киберспортсмену участвовать в соревнованиях. Команда XektoR подала на ESL в Окружной суд в Кёльне; судьи не стали выносить вердикт по поводу того, действительно ли XektoR использовал читы, но заключили, что действия ESL были правомерными.
Использование читов не ограничивается онлайн-турнирами. Так, на турнире Extremesland Zowie Asia по Counter-Strike: Global Offensive в 2018 году в Шанхае на использовании аимбота поймали Никиля «forsaken» Кумавата, игрока команды OpTic India. В результате команда была дисквалифицирована, а Никиля из неё исключили. В ходе дальнейшего расследования сотрудники ESL India пришли к выводу, что Кумават использовал читы и на других турнирах, в частности, India Premiership Fall Finals, после чего ESIC наложили на спортсмена пятилетний запрет на выступления.

#### Использование запрещённого аппаратного обеспечения

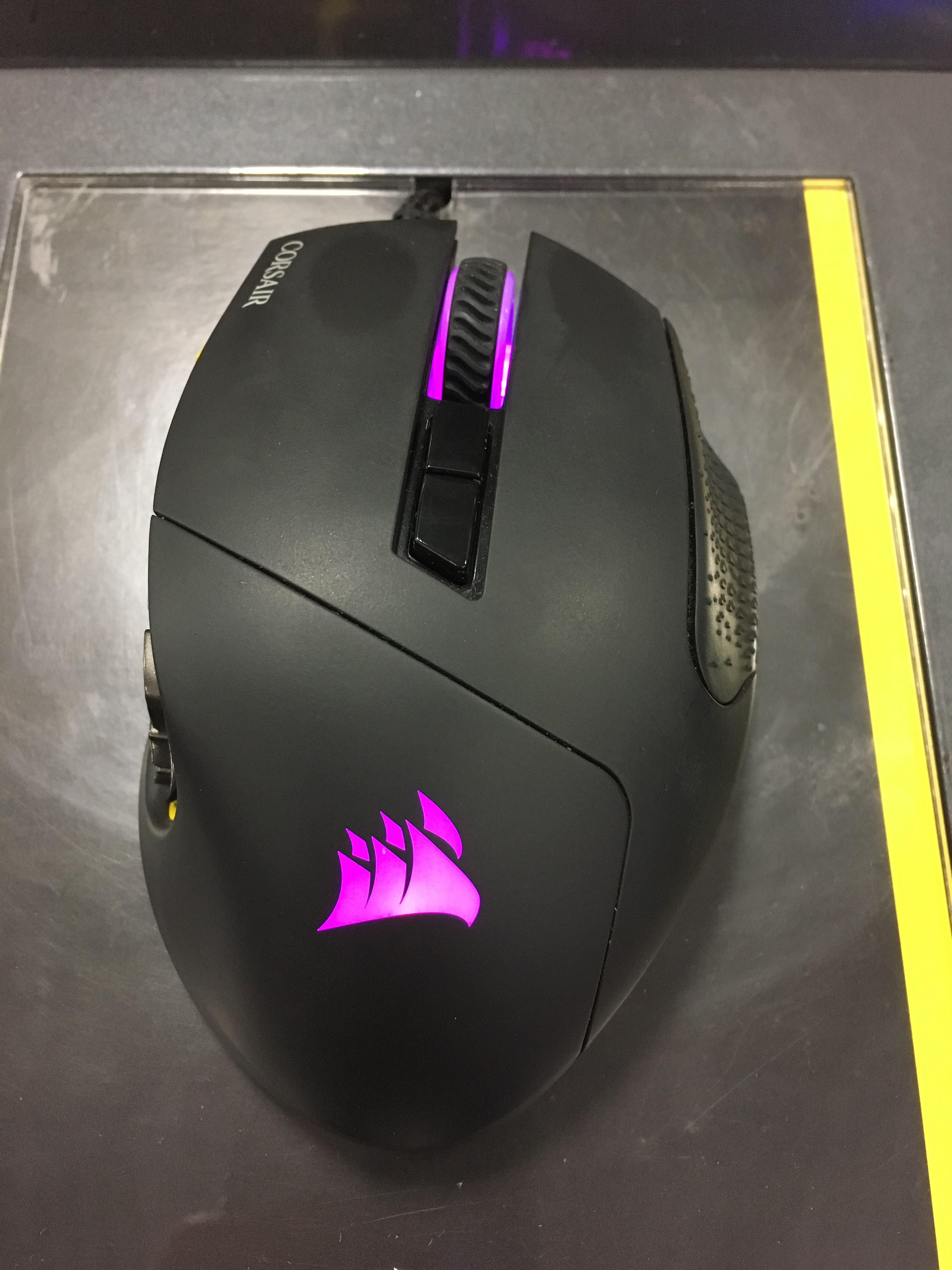
Некоторые игровые мыши поддерживают запись макросов, использование которых на турнирах может быть расценено как мошенничество

Хотя многие организаторы турниров ограничивают использование стороннего аппаратного обеспечения, игрокам, как правило, разрешается приносить на турнир свои мышь и клавиатуру, что также открывает возможности для мошенничества. Так, в 2018 году с чемпионата мира по Dota 2 The International 2018 была дисквалифицирована перуанская команда Thunder Predator, поскольку в ходе отборочных матчей один из её участников, Хуан «Atún» Очоа, использовал программируемую мышь с записанными макросами. Сотрудники FACEIT, занимавшиеся организацией турнира, приравняли это к использованию сторонних программ.
Не только мышь и клавиатура могут быть использована для нечестной игры. В 2018 году игрок под ником Ra1f подсоединил второй компьютер к своей игровой машине, что позволило ему обойти античит ESEA и вывести на экран положение противников во время матча.

#### Использование багов
В большинстве компьютерных игр присутствуют различные программные ошибки (баги), использование которых может дать игроку преимущество. Большинство организаций прямо запрещают намеренное использование ошибок, однако для случаев, когда баг был вызван случайно, может быть сделано исключение.
Баги многократно использовались во время соревнований по Counter-Strike: Global Offensive. Так, в ходе DreamHack Winter 2014 игроки команды Fnatic использовали несколько ошибок, позволявших им забираться на невидимые уступы, видеть сквозь препятствия и даже становиться неуязвимыми к урону. Использование последних двух багов было прямо запрещено регламентом турнира, поэтому организаторы объявили о переигровке матча, однако вместо этого игроки Fnatic решили покинуть турнир. Аналогично, в ходе PGL Major Kraków 2017 игроки команды BIG использовали баг, позволявшей заглядывать за стены так, чтобы их головы не было видно с другой стороны. Организаторы не стали накладывать санкций на игроков BIG, однако среди зрителей разгорелся спор на тему того, является ли такое поведение спортивным. После матча оставшиеся команды турнира заключили между собой джентльменское соглашение, пообещав не использовать эту ошибку в последующих матчах.
К использованию багов прибегают не только игроки. В августе 2020 года ESL отстранила трёх тренеров, использовавших ошибку в режиме зрителя, позволявшую им во время матча наблюдать за теми областями карты, доступ к которым по правилам игры должен быть закрыт. Проведя дальнейшее расследование, в сентябре ESIC наложила санкции на 37 тренеров, отстранив их от турниров на сроки от 5 до 36 месяцев. В мае 2022 года ESIC вновь применила санкции к почти сотне трнеров.

#### Допинг

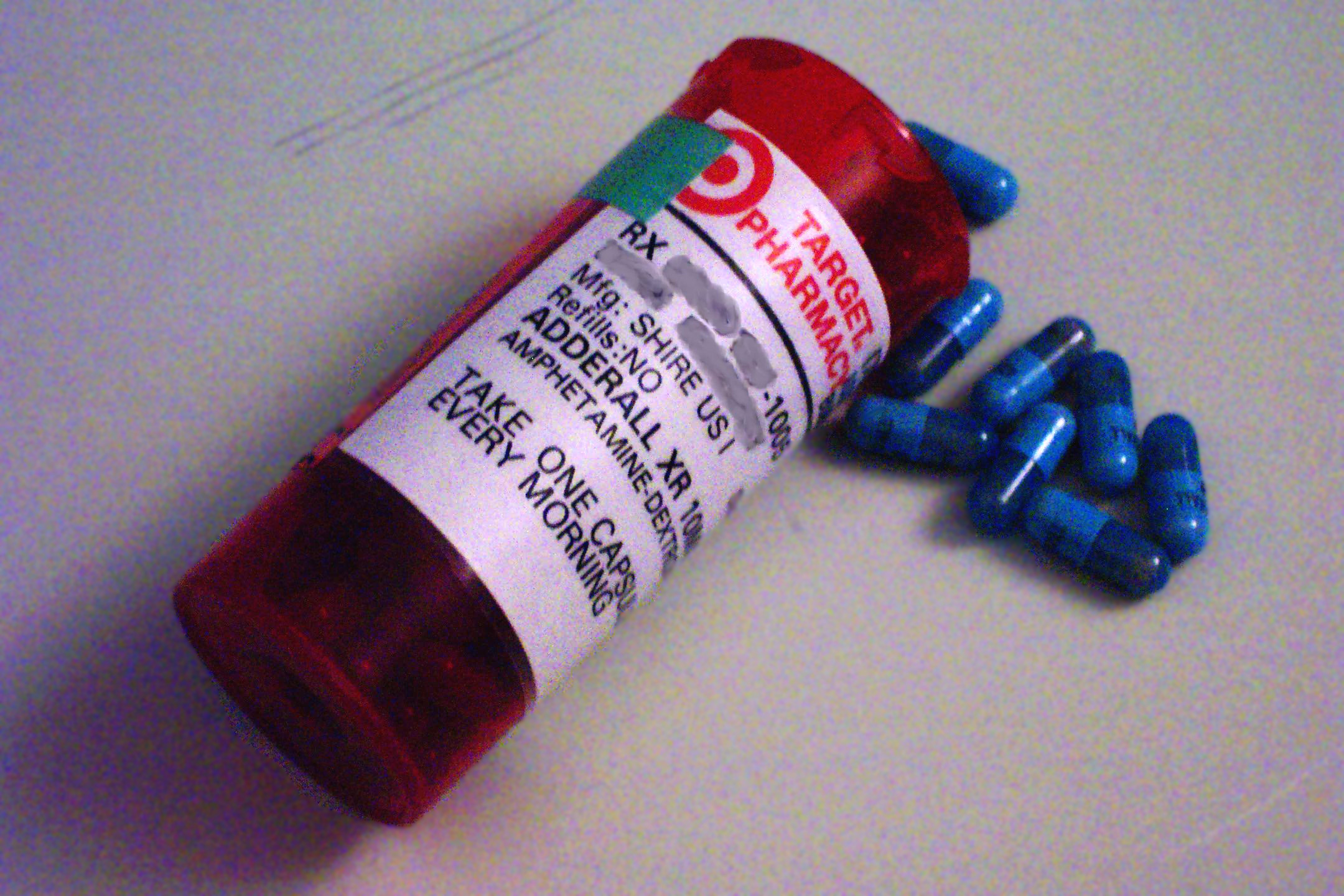
Многие киберспортсмены принимают ноотропы, такие как аддералл

Как и традиционные спортсмены, киберспортсмены со временем начали всё чаще использовать психоактивные вещества, в частности ноотропы вроде риталина и аддералла. Многие страны законодательно ограничивают использование психоактивных веществ на спортивных соревнованиях; так, Антидопинговое агентство США совместно с Всемирным антидопинговым агентством составляет список запрещённых веществ, в который входит и риталин. Тем не менее, среди организаторов нет консенсуса касательно того, должны ли эти правила распространяться на киберспорт.
В 2015 году эта тема стала активно обсуждаться после того, как профессиональный игрок в Counter-Strike: Global Offensive Кори «Semphis» Фрисен упомянул в интервью, что практически все киберспортсмены принимают аддералл. В результате в августе 2015 года ESL запретила использование допинга, приняв за основу аналогичные правила из велоспорта и Олимпийских игр. Однако некоторые психоактивные вещества, включая аддералл, могут не обнаруживаться на допинг-тестах, а многие киберспортивные лиги и вовсе их не проводят.

#### Гостинг

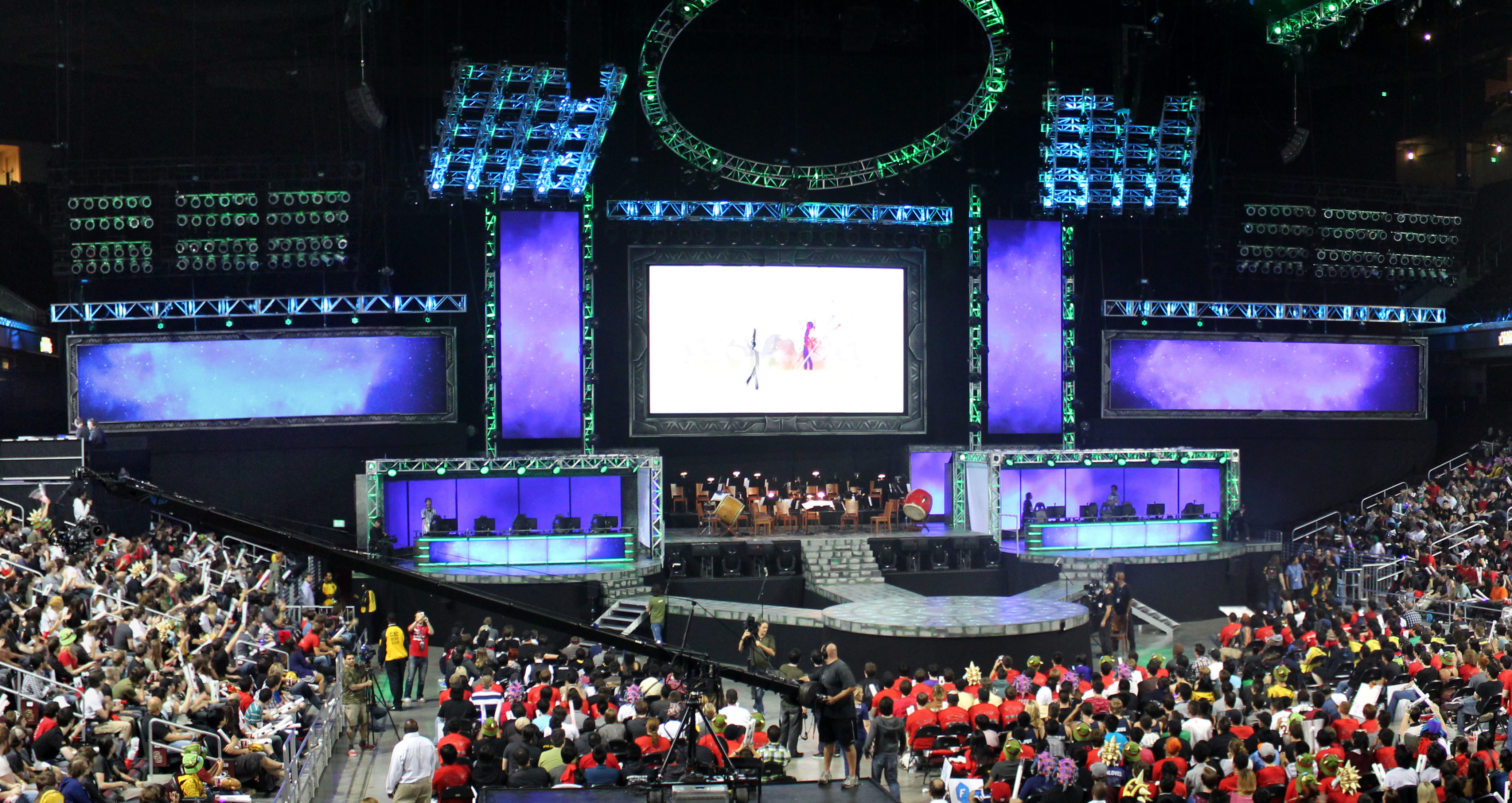
Сцена Galen Center во время чемпионата мира по League of Legends

Гостинг (англ. ghosting) — получение дополнительной информации во время матча из сторонних источников, например, с помощью просмотра трансляции или подсказки от живой аудитории. Примечательный пример гостинга — матч между Azubu Frost и Team SoloMid в рамках второго сезона чемпионата мира по League of Legends. Посреди матча игрок из команды Frost взглянул на экран, рассчитанный на зрителей, и узнал местоположение противников. Проведя расследование, Riot Games решила не отменять результатов матча, поскольку это нарушение не сильно повлияло на исход игры. Тем не менее, команда Azubu Frost была оштрафована на 30 000 долларов. Другой пример — финал Fortnite World Cup 2019, в ходе которого Марк «Letw1k3» Данилов был неоднократно замечен за поглядыванием на экран комментаторов, что было прямо запрещено правилами турнира. Данилову было вынесено несколько предупреждений, после чего он был дисквалифицирован.

#### Кибератаки
Хотя некоторые киберспортивные турниры проводятся оффлайн перед живой аудиторией, стадии отборов и игры на выбывание зачастую проводятся онлайн. Во время подобных турниров игроки могут подвергаться DoS-атакам. В ходе подобных атак интернет-канал игрока забивается огромным трафиком, что вызывает серьёзные лаги и мешает играть. Значимый пример кибератаки произошёл в 2015 году во время матча между Denial Esports и Dignitas на League of Legends European Challenger Series. Игрок из Denial подвергся DDoS-атаке во время матча, что вынудило команду запросить паузу. Игрок попытался пересесть за другой компьютер, однако DDoS-атака продолжилась и там. По истечении отведённых на паузу десяти минут Denial Esports была вынуждена сдаться.

### Намеренные поражения

#### Договорные матчи

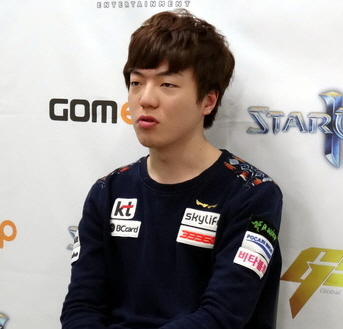
Чемпион по StarCraft II Ли «Life» Сын Хён в 2015 году, за год до своего ареста за участие в договорных матчах

Как и в обычном спорте, в киберспорте случаются договорные матчи, в ходе которых один или несколько игроков намеренно играют ниже своего уровня или допускают грубые ошибки ради незаконного заработка, как правило, связанного с букмекерами. В США действует ряд законов, запрещающих взяточничество, ставки и договорные матчи в классическом спорте, однако остаётся открытым вопрос, применимы ли они к киберспорту.
Первый крупный скандал, связанный с договорными матчами в киберспорте, прошёл в 2010 году, когда Korea e-Sports Association (KeSPA) обвинила в мошенничестве 11 профессиональных игроков в StarCraft, наложив на них штрафы и пожизненно запретив участвовать в турнирах. Часть этих игроков также подверглась уголовному преследованию и была приговорена к тюремному заключению. Другой крупный скандал в StarCraft произошёл в 2016 году, когда тюремный срок получил чемпион мира по StarCraft II Ли «Life» Сын Хён, принявший участие в двух договорных матчах в мае 2015 году и получивший за это около 62 000 долларов. В октябре 2015 года прошёл один из самых крупных скандалов в киберспорте, когда полиция Южной Кореи арестовала 12 граждан, включая трёх профессиональных игроков в StarCraft II, за участие в пяти договорных матчах.
Другой крупный скандал прошёл в 2015 году в Counter-Strike, когда выяснилось, что в августе 2014 года команда iBUYPOWER намеренно проиграла матч против NetCodeGuides. В результате семь киберспортсменов были лишены права участвовать в турнирах Valve.
В странах СНГ широкую известность получил матч RoX.KIS против zRage на групповой стадии StarSeries Season 6 в июне 2013. Поскольку к тому времени RoX уже потеряла шансы на выход из группы, один из её участников, Алексей «Solo» Березин, сделал ставку на поражение своей команды и поспособствовал ему. Размер ставки составил 100 долларов, а потенциальный выигрыш Алексея — 322 доллара. Мошенничество вскрылось и получило огласку, Алексей был исключён из команды и получил запрет на дальнейшее участие в лиге, а число «322» стало интернет-мемом и именем нарицательным для обозначения договорных матчей.

#### Манипулирование структурой турнира
Иногда команды специально играют ниже своих сил, чтобы получить более выгодную турнирную сетку на последующих этапах турнира. Этот вид мошенничества относительно слабо распространён в киберспорте, но громкие скандалы случались — в частности, матч по Counter-Strike между iBUYPOWER и NetCodeGuides в 2014 году.